# بژژنگتسا (شهرستان ژاگانی)
بژژنگتسا (به لهستانی:  Brzeźnica) یک روستا در لهستان است که در گمینا بژژنگتسا (استان لوبوسکی) واقع شده‌است. بژژنگتسا ۸۷۵ نفر جمعیت دارد.